# Vanessa Lemm
Vanessa Lemm es vicepresidenta inaugural y decana ejecutiva de la Facultad de Humanidades, Artes y Ciencias Sociales de la Universidad de Flinders. También es la editora jefe de la revista académica, Nietzsche Studien y conocida por su investigación sobre las ideas de Friedrich Nietzsche y Michel Foucault.
Nació en Alemania y egresó de con una licenciatura y un Diplôme d'Études Approfondis en Filosofía por la Universidad de París I Panthéon-Sorbonne. También posee una maestría en Filosofía de la Universidad de Londres (King's College de Londres) y un doctorado por la New School for Social Research en la misma disciplina.
Antes de mudarse a Australia, Lemm fue director del Instituto de Humanidades en la Universidad Diego Portales en Santiago de Chile y profesor visitante del DAAD en el Instituto de Filosofía de la Universidad de Potsdam, Alemania.
En la Universidad de Nueva Gales del Sur, fue profesora de filosofía y directora de la Escuela de Humanidades e Idiomas durante más de cuatro años. Durante este tiempo fue elegida miembro de la Royal Society of New South Wales (FRSN).
Lemm asumió su nombramiento como vicepresidenta y decana ejecutiva de la nueva Facultad de Humanidades, Artes y Ciencias Sociales de la Universidad de Flinders el 22 de enero de 2018.

## Libros
- Lemm V; Vatter M, (editores), 2014, The Government of Life: Foucault, Biopolitics and Neoliberalism, Fordham University Press, New York
- Lemm V, 2013, Nietzsche y el pensamiento político contemporáneo, Fondo de Cultura Económica, Santiago de Chile
- Lemm V, 2012, Nietzsches Philosophie des Tieres, Diaphanes Verlag, Berlin/Zürich
- Lemm V, (editora), 2010, Michel Foucault: neoliberalismo y biopolítica, Ediciones Universidad Diego Portales, Santiago de Chile
- Lemm V; Ormeño J, (editores), 2010, Hegel, pensador de la actualidad, Ediciones Universidad Diego Portales, Santiago de Chile
- Lemm V, 2009, Nietzsche's Animal Philosophy: Culture, Politics and the Animality of the Human Being, Fordham University Press, New York